# Dasypeltis gansi
Dasypeltis gansi — вид змій роду яйцева змія (Dasypeltis) родини полозових (Colubridae). Поширений у Західній Африці.

## Назва
Вид названо на честь американського герпетолога Карла Ганса (1923—2009).

## Поширення
Цей вид широко поширений у Західній Африці на південь від Сахари, з північною межею ареалу в саванах поблизу узбережжя Ніаєс у Сенегалі. Повідомляють про його поширення в Гамбії, Гвінеї-Бісау, Гвінеї, південній частині Малі (де є лише один відомий запис після піднесення Dasypeltis latericia до повного статусу виду), у Буркіна-Фасо, Беніні (з якого відомо з двох підтверджених записів), південному Нігері, Нігерії, східному Чаді. Вид зустрічається по всій території Того. Мешкає у сухій савані з річною кількістю опадів приблизно від 500 до 1000 мм.

## Опис
Самки D. gansi можуть досягати загальної довжини (включаючи хвіст) приблизно 102 см. Самці менші і можуть досягати загальної довжини близько 70 см. Забарвлення спини майже однорідно-бежеве. Його голова невелика і не дуже відрізняється від шиї. Морда округла. Очі середнього розміру, зіниці вертикальні.